# Anke Schafft-Stegemann
Anke Schafft-Stegemann (geboren 12. Juni 1937) ist eine deutsche Juristin, ehemalige Richterin und Gerichtspräsidentin. Am 1. April 1996 wurde sie als erste Frau zur Präsidentin des Landessozialgerichts Hamburg berufen und stand bis zu ihrer Pensionierung am 31. Dezember 2001 an seiner Spitze.

## Beruflicher Werdegang
Nach dem Abitur studierte Anke Schafft-Stegemann Jura. Sie beendete das Studium mit der Ersten Juristischen Staatsprüfung. Nach dem Rechtsreferendariat absolvierte sie die Zweite Juristische Staatsprüfung. 1964 wurde sie an der Universität Köln mit einer Arbeit über das Thema Die Abstimmung im Strafprozess promoviert.
Nach beruflichen Anfängen als Richterin wurde Anke Schafft-Stegemann am 1. Juli 1989 zur Vizepräsidentin des Landessozialgerichts Schleswig-Holstein ernannt. Am 1. April 1996 wurde sie zur Präsidentin des Landessozialgerichts Hamburg berufen. Dieses Amt hatte sie bis zu ihrer Pensionierung am 31. Dezember 2001 inne.

## Engagement
Anke Schafft-Stegemann engagiert sich im Verein Landerziehungsheim Marienau e.V. und ist stellvertretende Vorsitzende der Gesellschaft für Friedrichstädter Stadtgeschichte.

## Privates
Anke-Schafft-Stegemanns Urgroßvater war Lohgerber.
Die Juristin lebt in Friedrichstadt. Sie hat einen Sohn.

## Publikationen (Auswahl)
- Anke Schafft-Stegemann: Die Abstimmung im Strafprozess. (Dissertation). 1964[1]